# 빌리언스
《빌리언스》(영어: Billions)는 2016년부터 현재까지 방영된 미국의 드라마이다.